# Сапега, Михаил Франтишек
Михаил Франтишек Сапега (пол. Michał Franciszek Sapieha, 1670 — 19 ноября 1700, Олькеники) — государственный и военный деятель Великого княжества Литовского. Конюший великий литовский (1690—1700), Генерал артиллерии литовской (1698) и фельдмаршал-лейтенант австрийской армии (30 мая 1700 года).

## Биография
Происходил из черейско-ружанской линии магнатского рода Сапег герба «Лис», второй сын гетмана великого литовского и воеводы виленского Казимира Яна Сапеги (1638—1720) и Кристины Барбары Глебович (ум. 1695). Имел братьев Ежи Станислава и Александра Павла.
Михаил Франтишек Сапега учился в иезуитских коллегиумах в Варшаве и Бранево (Браунсберге). В начале 1689 года был отправлен своим отцом к австрийскому фельдмаршалу герцогу Карлу Лотарингскому, чтобы попытаться заключить союз между Сапегами и австрийским двором в Вене. В том же 1689 году поступил на службу в австрийскую армию, в 1690 году участвовал в военных кампаниях против турок-османов.
В 1690 году Михаил Франтишек Сапега вернулся на родину и получил должность конюшего великого литовского. В 1691 году участвовал в молдавской кампании короля польского Яна III Собеского, затем уехал в Австрию.
28 апреля 1692 года получил чин генерал-фельдвахтмейстера (генерал-майора) австрийской армии. В 1693—1694 годах был шефом 47-го пехотного полка, в 1693 году участвовал в неудачной осаде австрийской армией Белграда. В ноябре 1694 году в награду за военную службу император Священной Римской империи Леопольд I Габсбург назначил Михаила Франтишка Сапегу командиром кирасирского полка.
В 1695 году Михаил Франтишек Сапега вернулся в Великое княжество Литовское. На родине он принял участие в борьбе со сторонниками канцлера великого литовского Кароля Станислава Радзивилла, которого победил и приобрел для Сапег новые земельные владения. В 1698 году поддерживал кандидатуру саксонского курфюрста Августа Сильного на польский королевский престол. В том же 1698 году получил чин генерала литовской артиллерии. В 1699 году ему было передано староство ошмянское. В 1700 году получил от австрийского императора чин фельдмаршал-лейтенанта и титул князя Священной Римской империи.
В 1696—1700 годах Михаил Франтишек Сапега участвовал в боях с антисапежинскими конфедератами под командованием генерального старосты жмудского князя Григория Антония Огинского. 18 ноября 1700 года командовал войском Сапег в битве с литовским шляхетским ополчением под Олькениками. Сапеги потерпели поражения, а генерал Михаил Франтишек Сапега сдался в плен и был убит шляхтой на следующий день.
Не был женат и не оставил после себя потомства.